# SLAF Hingurakgoda
SLAF Hingurakgoda — военная авиабаза ВВС Шри-Ланки смешанного базирования, расположенная в подразделении ОС Хингуракгода в округе Полоннарува в Северо-Центральной провинции Шри-Ланки. 
Эта авиабаза использовалась Королевскими ВВС Великобритании под наименованием RAF Minneriya во время Второй мировой войны с 1942 по 1946 годы. В 1978 году база, в связи с нестабильной обстановкой в северных и восточных регионах, была восстановлена и обновлена, и она вошла в состав ВВС Шри-Ланки. Сейчас база имеет достаточные размеры для размещения нескольких подразделений ВВС и одновременного использования её в качестве гражданского аэропорта. Важное стратегическое расположение позволяет оказывать поддержку другим базам ВВС и другим подразделениям армии Шри-Ланки на севере и востоке острова.
На сегодняшний день это четвёртый по размерам аэропорт острова с третьей по длине взлётно-посадочной полосой.
На авиабазе базируются 7-я вертолётная эскадрилья и 9-я штурмовая вертолётная эскадрилья, оснащённые вертолётами Bell (212 и 206) и Ми (Ми-24 и Ми-35). Также в пределах базы расположено депо поставок и обслуживания ВВС Шри-Ланки №2. Это подразделение создано для снабжения по воздуху лагерей на севере и востоке острова.